# 三國志演技
『三國志演技』（さんごくしえんぎ）は、たのあきらとF.E.A.R.が製作したテーブルトークRPG（以下、TRPG）。1995年に光栄（現・コーエーテクモゲームス）から書籍版にて発売された。
ゲームタイトルが『三国志演義』と間違えられて表記されることが多いが、『三國志演技』が正式タイトルである（演技とロールプレイングをひっかけたタイトルになっている。また「三國志」は発売元のコーエーの登録商標でもある）。

## 概要
プレイヤーキャラクターは中国三国時代の武将を演じ、戦乱を勝ち抜き立身出世することを目的とするTRPG。四大奇書の一つである小説『三国志演義』を原作としたゲームという体裁になっているが、直接的なモチーフとなっているのはコーエーの歴史シミュレーションゲーム『三國志シリーズ』である（このTRPGの発売元自体がコーエーである）。合戦や内政のルール化や、登場武将（NPC）たちのキャラクターイメージから同シリーズの影響が垣間見える。
プレイヤーキャラクターはただの一武将ではなく、三国時代の命運を決する豪傑、英雄の一人として作成されている。そのため国家の命運を左右するような要素（戦争など）の解決さえも国力よりも「プレイヤーキャラクターの能力」が重要な要素になるようにデザインされている。プレイヤーキャラクターが天下国家の命運を握っているのである。この要素の存在により、『水滸伝』のような武侠小説のノリで遊ぶことも可能になっている。

## システム

### キャラクターメイキング
プレイヤーキャラクターの作成はクラス制に属する。「武人」や「文官」など三国志の登場人物にありがちな職業がクラス化されている。キャラクタークラスごとに超絶技能と呼ばれるヒーローポイントのようなものが設定されており、これを使用することでたった一人で国家全体の命運を左右するくらいの活躍が可能になっている。また光栄から発売されていたPCゲーム版のキャラクターをコンバートすることも可能である。

### 成長
このゲームの特徴的な部分に「立身出世」を再現した転職ルールがあり、ゲームプレイをわずか数回重ねるだけで「武人」は「将軍」に、「文官」は「卿相」に、と社会的立場が上位のクラスに転職できる。「流れものの武人が一回の武功をあげるだけで国の重鎮になれる」というスピード出世は可能なこのルールは、『三国志演義』の世界観の再現でもある。

### 行為判定
行為判定は上方判定に属する。六面体サイコロ二個の合計に、行為判定で使用する能力値と技能値を足し合わせ、その結果が行為判定の目標値以上であれば、行為判定は成功したとみなされる。

### 集団戦闘
戦争状況を表現するために集団戦闘がルール化されているが、これは兵力を計算して詳細に表現するウォー・シミュレーションゲームのようなものではない。集団戦闘はマップの上ではなく「シャトルゲージ」といわれる直線上に並べられたマスの上で行われる。このシャトルゲージの両端に自軍と敵軍のコマを別々におき、行為判定による対決により、それぞれの軍のコマが相手側のコマに向けてすすんでいく。コマとコマが接触すれば「押し合い」が行われ、押し合いの判定に勝利した方が進むことができ敗北した方は後退する。こうして、相手側のコマを完全にゲージの外に押しやった方が勝利となる。かなり大雑把かつ豪快なルールではあるが、実際の中国三国時代の大規模戦闘も数十万の兵による押し合い合戦の様相があったため、三国時代の戦争の雰囲気を手軽に表したルールでもあるといえる。

## 世界設定
基本的に『三国志演義』の世界観を土台としている。ただし、プレイヤーキャラクターの活躍により歴史が大きく変わっていくのが前提である。そのため、原作や史実どおりの歴史にこだわる必要はない。

## 作品一覧
- 角色扮演遊技 三國志演技基本システム　（基本ルールブック。ISBN 978-4877191856）
- 三國志演技 リプレイ集　　（リプレイ集。ISBN 978-4877191924）
- 角色扮演遊技 三國志演技パワーアップブック　　（サプリメント。ISBN 978-4877192389

関連書籍は全てコーエーからB5判ソフトカバーの書籍判で発売されている。なお、「角色扮演遊技」は「ロールプレイングゲーム」を表す現代中国語である。